# Universidade de Estocolmo
A Universidade de Estocolmo (SU; em sueco:  Stockholms universitet; em inglês:  Stockholm University;  PRONÚNCIA) é uma universidade da Suécia, e uma das maiores e mais prestigiadas da Escandinávia. Possui mais de 29 000 alunos - entre acadêmicos e pesquisadores - estudando em quatro faculdades.

## Campus
Conta com vários campus: O Campus Frescati é o principal, havendo ainda o novo Campus Albano, a Filmhuset, a Garnisonen, a Lilla Frescati e o Campus Kista.

## Estudantes, professores e funcionários
Tinha 29 400 estudantes, dos quais 1 300 doutorandos, e contava com 5 500 professores e funcionários (2024).                                         

## Posição
Na edição de 2019 do Ranking de Xangai (Academic Ranking of World Universities), a Universidade de Estocolmo ficou classificado em 73º lugar, sendo a terceira melhor universidade sueca nesse ranking. Os seu investigadores e cientistas foram laureados, por seis vezes,  com o Prêmio Nobel em diferentes categorias.

## História
Em 1878, a Stockholm högskola iniciou suas operações através de uma série de aulas sobre ciências naturais, abertas à curiosidade dos cidadãos (uma tradição ainda praticada anualmente). Fato notável na história da universidade é a indicação de Sofia Kovalevskaya à cadeira de matemática em 1889, fazendo-a a terceira mulher a se tornar professora universitária na Europa.

Em 1960, foi elevada à categoria de universidade, tornando-se a quarta universidade sueca. As dependências universitárias encontravam-se no centro de Estocolmo no Observatorielunden, porém, com o crescimento da instituição em número de acadêmicos e a consequente falta de espaço, a maioria de seus departamentos foram transferidos para o campus central em Frescati, ao norte do centro da cidade.

## Faculdades
A universidade tem 4 faculdades, abrangendo 2 áreas científicas – as Ciências Humanas e as Ciências Naturais.

- Ciências Naturais.
- Direito, desde 1907.
- Ciências Humanas, desde 1920.
- Ciências Sociais, desde 1964.

## Prêmio Nobel
Durante seus 130 anos de existência, a Universidade de Estocolmo foi laureada em seis oportunidades com o prêmio Nobel - sendo quatro deles em Química, uma em economia e outra em literatura- através de seus pesquisadores.
- Svante Arrhenius, 1903 (Química);
- Hans von Euler-Chelpin, 1929 (Química);
- George de Hevesy, 1943 (Química);
- Gunnar Myrdal, 1974 (Economia);
- Paul J. Crutzen, 1995 (Química);
- Tomas Tranströmer, 2011 (Literatura);

## Alumni
- Svante Arrhenius (1859-1927), Prêmio Nobel de Química 1903; professor e reitor da universidade.
- Ingmar Bergman, diretor de cinema.
- Fernando Gabeira,  é um escritor, jornalista e político brasileiro.
- Hans Blix (LLD), diplomata.
- Horace Engdahl, secretária permanente da Academia Sueca.
- Hans von Euler-Chelpin,  Prêmio Nobel de Química 1929.
- George de Hevesy, Prêmio Nobel de Química 1943.
- Harry Flam, economista sueco.
- Dag Hammarskjöld, Ex-Secretário Geral da ONU
- Barbro Osher, diplomata e filantropo.
- Tomas Tranströmer, poeta. Prêmio Nobel de Literatura, 2011. Graduado em psicologia e ex-professor de literatura da universidade.
- Carlos XVI Gustavo da Suécia Rei da Suécia
- Johan Stael von Holstein, Empresário.
- Gunnar Myrdal Economista. Recebeu o prêmio Prémio de Ciências Económicas em memória a Alfred Nobel, 1974.
- Paul J. Crutzen, Prêmio Nobel de Química, 1995.
- Princesa Madalena da Suécia, estudou História da Arte e Etnologia.
- Olof Palme, Duas vezes Primeiro Ministro da Suécia.
- Andreas Papandreou, Duas vezes Primeiro Ministro da Grécia.
- George Papandreou, Ex-ministro grego.
- Fredrik Reinfeldt, Atual Primeiro Ministro da Suécia.
- Christer Fuglesang, Astronauta Sueco. Primeiro astronauta sueco e escandinavo. Doutor em física de partículas

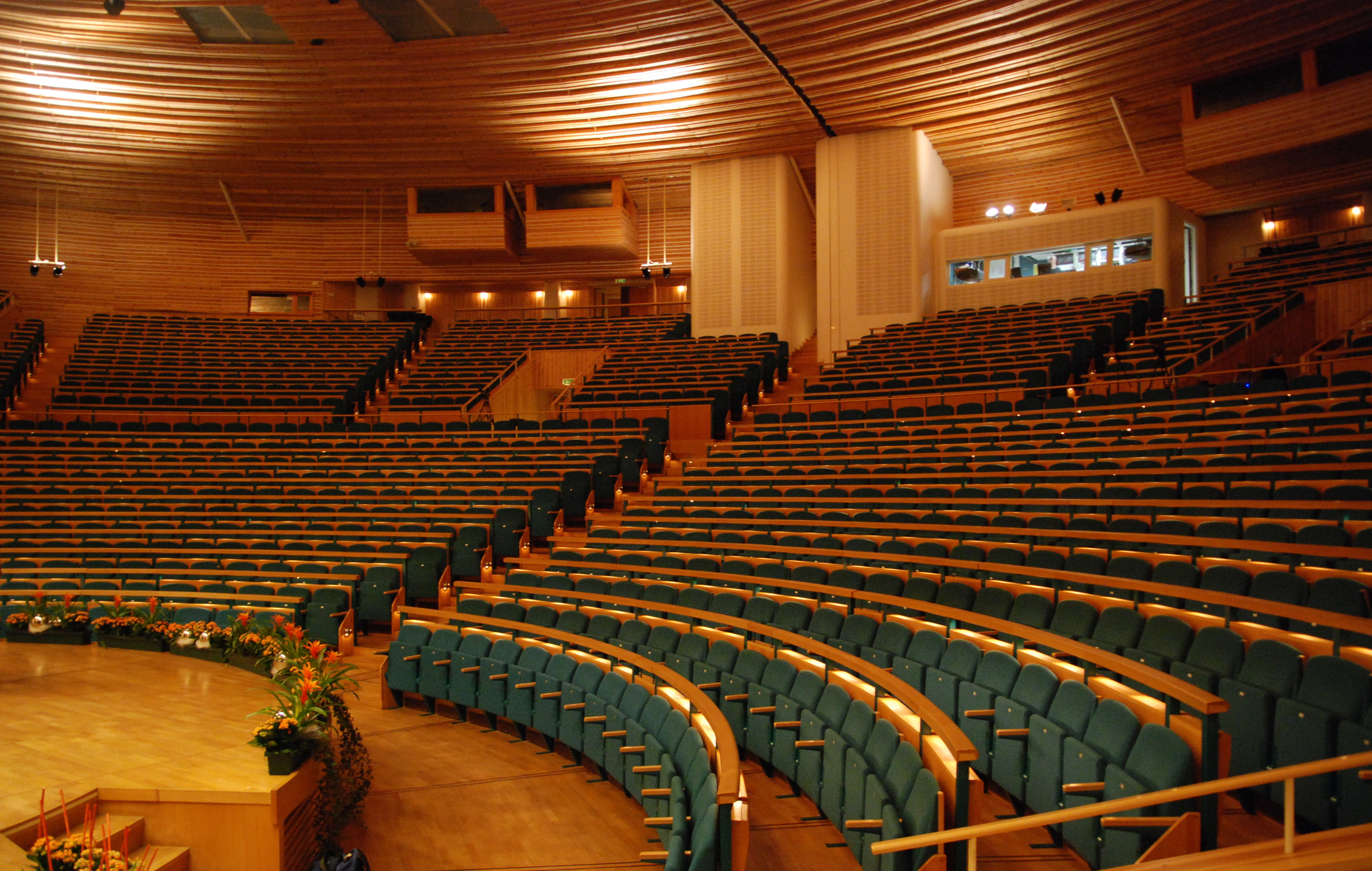
Aula Magna
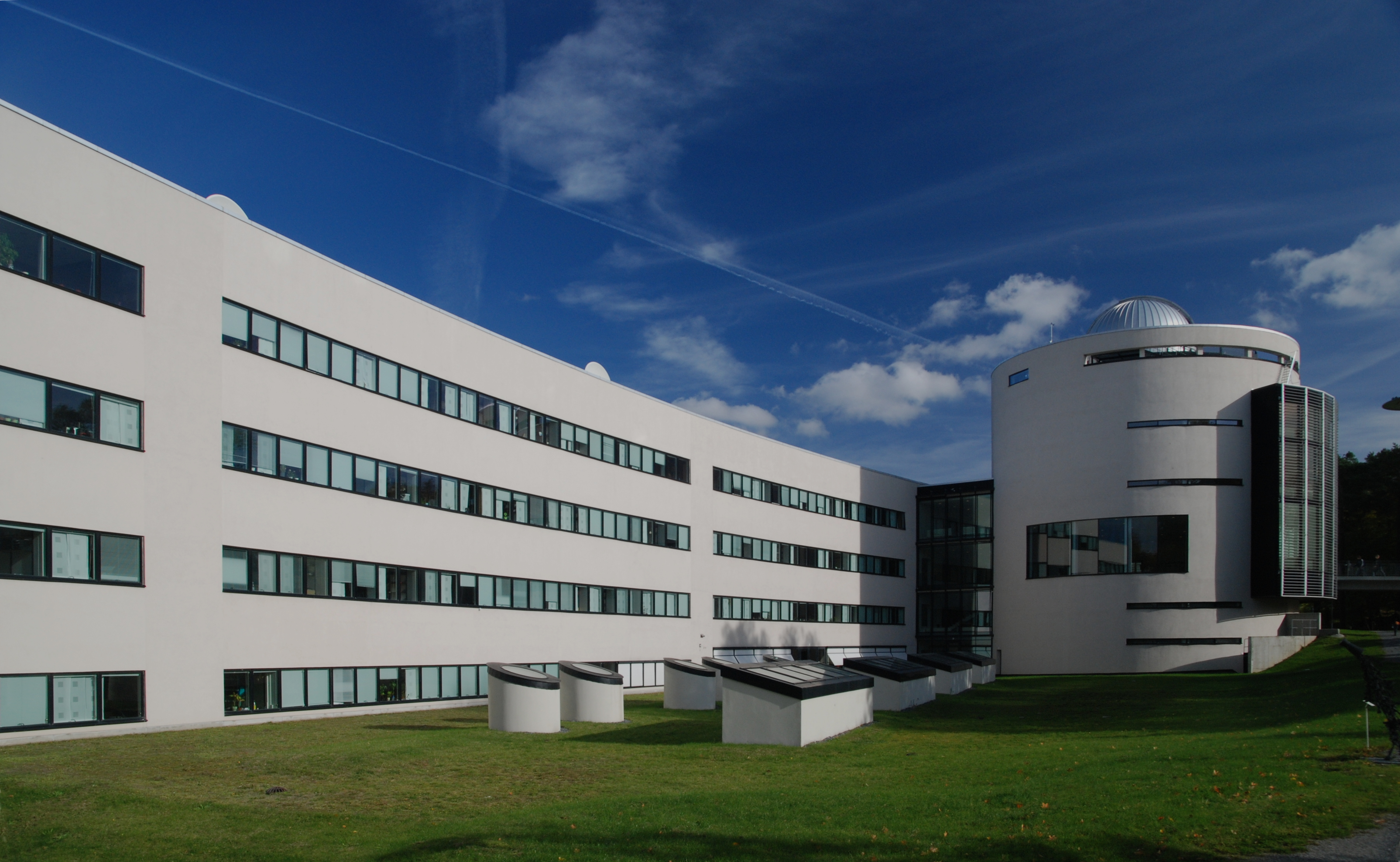
Albanova. Departamento de Física, Astronomia e Biotecnologia
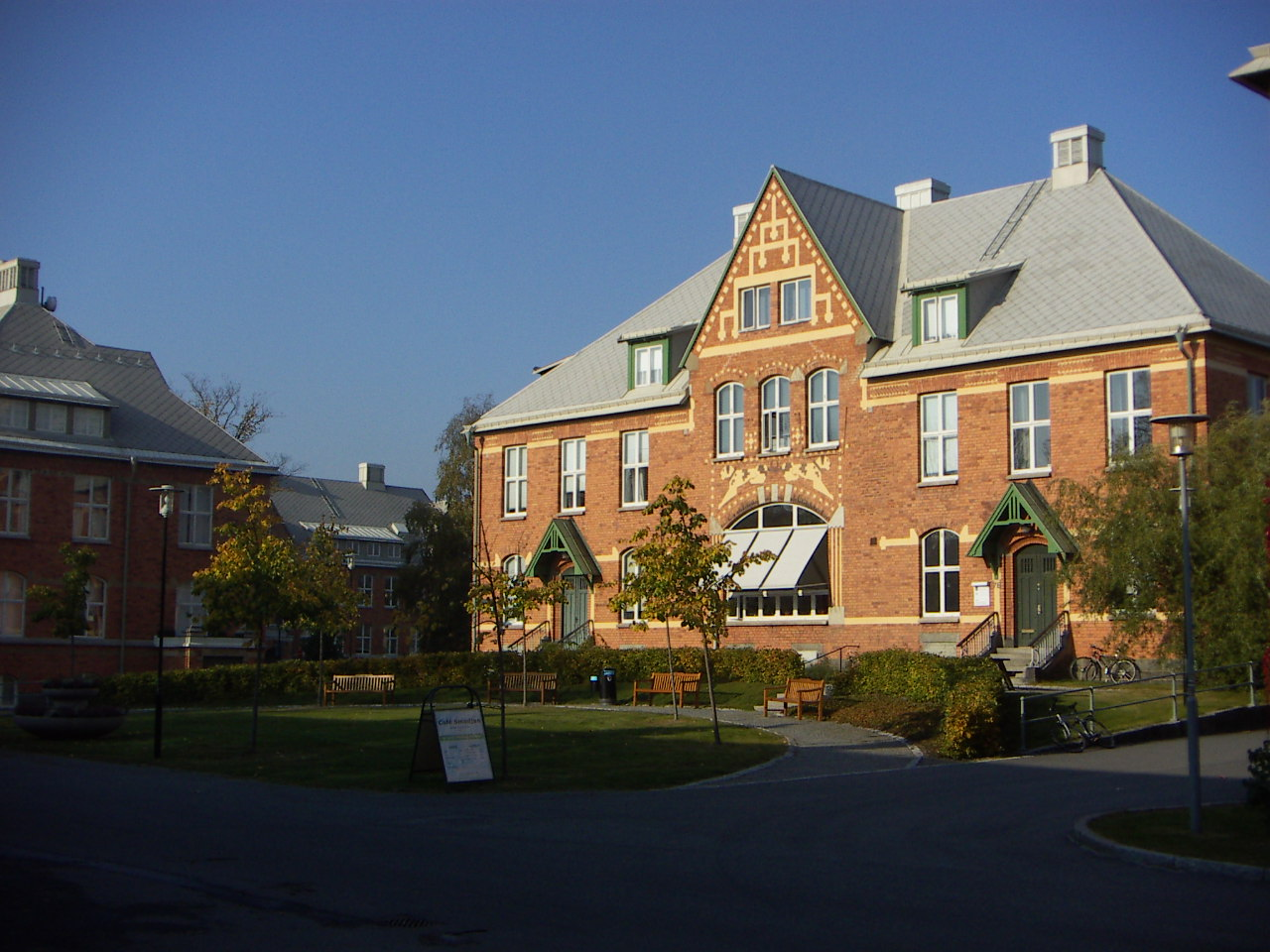
Albano. Departamento de Matemática
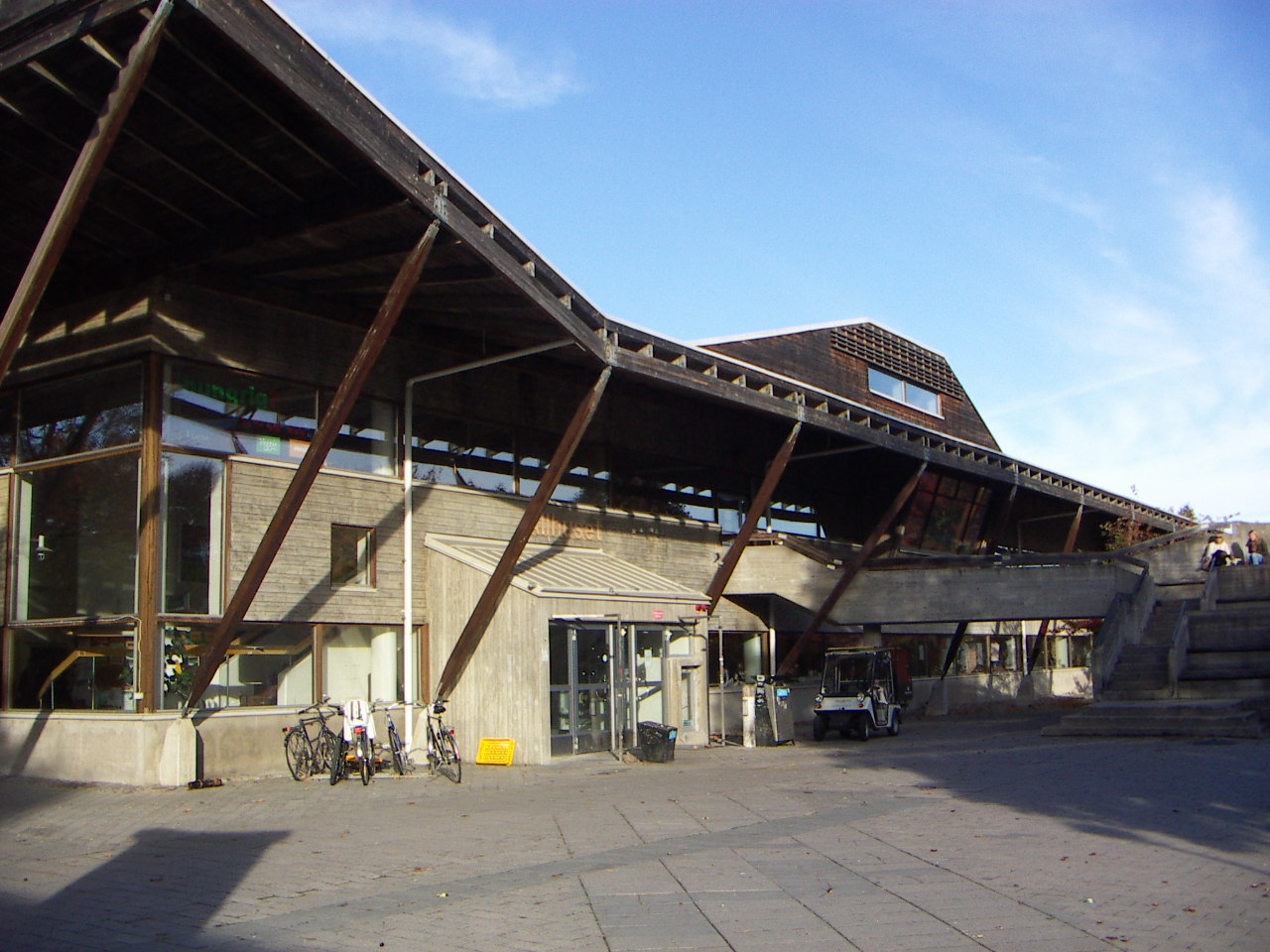
Allhuset. União dos Estudantes
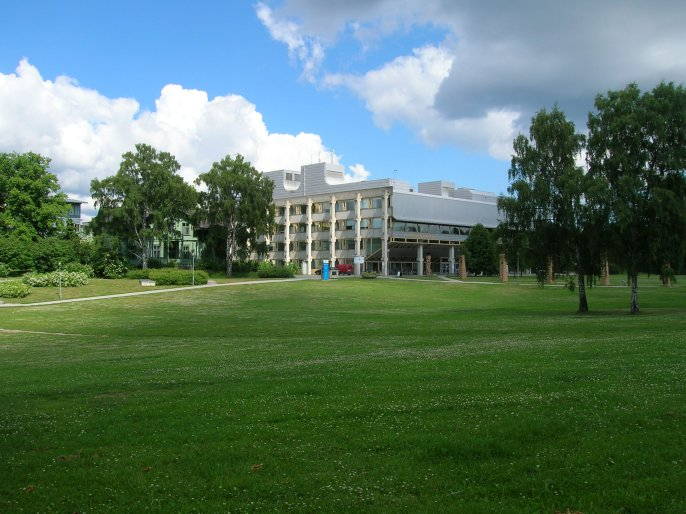
O Laboratório Arrhenius no Campus Principal da Universidade de Estocolmo, Frescati